# دييغو تشافيز كولينز
دييغو تشافيز كولينز (بالإسبانية: Diego Chávez Collins)‏ هو لاعب كرة قدم مكسيكي، ولد في (11 مايو 1995 في مدينة فيراكروز في المكسيك.– 14 فبراير 2024) لعب مع تيبورونيس روخوس دي فيراكروز.

## وصلات خارجية
- دييغو تشافيز كولينز على موقع قاعدة بيانات كرة القدم.إي يو (الإنجليزية)
- دييغو تشافيز كولينز على موقع Soccerway.com (الإنجليزية)
- دييغو تشافيز كولينز على موقع عالم كرة القدم.نت (الإنجليزية)
- دييغو تشافيز كولينز على موقع AS.com (الإسبانية)